# Escape (film 2012)
Escape  è un film del 2012 diretto da Paul Emami.
È un thriller statunitense a sfondo drammatico con C. Thomas Howell, John Rhys-Davies e Anora Lyn.

## Produzione
Il film, diretto da Paul Emami  su una sceneggiatura di Andrea Gyertson Nasfell, fu prodotto da James Chankin, Chad Hawkins e Paul Emami per la Chankin Entertainment, la Marker Entertainment e la Sixty40 Productions.

## Distribuzione
Il film fu distribuito negli Stati Uniti nel 2012 in DVD dalla Pure Flix Entertainment.